# Horkelia truncata
Horkelia truncata är en rosväxtart som beskrevs av Per Axel Rydberg. Horkelia truncata ingår i släktet Horkelia och familjen rosväxter. Inga underarter finns listade i Catalogue of Life.